# Ned Price
Edward "Ned" Price (sinh ngày 22 tháng 11 năm 1982) là một cố vấn chính trị người Mỹ và cựu sĩ quan tình báo giữ chức phát ngôn viên của Bộ Ngoại giao Hoa Kỳ từ năm 2021. Ông làm việc tại Cơ quan Tình báo Trung ương (CIA) từ năm 2006 đến năm 2017. Vào ngày 20 tháng 2 năm 2017, Price xuất bản một bài viết phù hợp trên tờ The Washington Post, phác thảo quyết định nghỉ hưu của ông ở CIA thay vì làm việc trong chính quyền Donald Trump. Tác phẩm này thu hút sự tranh cãi.

## Đầu đời và giáo dục
Price lớn lên ở Dallas, nơi ông tốt nghiệp Trường St. Mark's Texas. Ông là một thành viên đóng góp của The ReMarker và vẫn tham gia vào cuộc cắm trại hàng năm của họ trong vai trò giám sát. Sau đó, ông tốt nghiệp summa cum laude từ Đại học Georgetown, nơi ông học ngành quan hệ quốc tế tại Trường Dịch vụ Nước ngoài. Ông được cho là chọn ngành học này với mong muốn gia nhập CIA sau khi tốt nghiệp. Sau đó, ông lấy bằng thạc sĩ tại Trường Chính phủ Kennedy của Đại học Harvard, nơi ông được trao Học bổng Dịch vụ Công và giải thưởng cho một luận án xuất sắc.

## Đời tư
Price là con trai của Martin Lewis Price và Elizabeth Sarah Reger.